# Herbert Anderson
Herbert Anderson (Oakland, 30 marzo 1917 – Palm Springs, 11 giugno 1994) è stato un attore statunitense.
È ricordato per il ruolo di Henry Mitchell nella sitcom televisiva della CBS Dennis the Menace, basato sul fumetto omonimo di Hank Ketcham.

## Biografia
Era il figlio di Herbert Julius Anderson e Gertrude M. (Nelson) Anderson. Suo padre, figlio di immigrati norvegesi, fu tesoriere di Oakland City negli anni '20.
Anderson frequentò la Oakland High School e successivamente l'Università della California a Berkeley.
Dopo alcuni ruoli secondari in film per la Warner Bros., ebbe la sua grande occasione nel film Navy Blues (1941), con Martha Raye e Ann Sheridan, seguito da L'uomo questo dominatore (1942), in cui recitò insieme a Henry Fonda e Olivia de Havilland. Tra gli altri suoi film, da ricordare Bastogne (1949), Largo passo io (1951), L'isola nel cielo (1953), Il re del jazz (1955), Joe Butterfly (1957), L'impareggiabile Godfrey (1957), Sunrise at Campobello (1960) e Rascal, l'orsetto lavatore (1969). 
Anderson recitò anche in spettacoli di Broadway, come The Caine Mutiny Court-Martial e apparve nella versione cinematografica della piece, L'ammutinamento del Caine (1954), con Humphrey Bogart; fu l'unico attore ad apparire sia nella commedia di Broadway che nel film.
Anderson è noto anche per molti ruoli da protagonista in serie televisive, tra cui: Crossroads, Perry Mason, Avventure in fondo al mare, Alfred Hitchcock presenta, Io e i miei tre figli, Strega per amore, Vita da strega, Daniel Boone, Tre nipoti e un maggiordomo, Adam-12, La fattoria dei giorni felici, Batman, Reporter alla ribalta, Ironside, Gunsmoke, La tata e il professore, La famiglia Smith, A tutte le auto della polizia, Organizzazione U.N.C.L.E. e Una famiglia americana.
Si ritirò dalla recitazione nel 1982 dopo aver subito un intervento al cuore. Morì di complicazioni a causa di un ictus l'11 giugno 1994 a Palm Springs, in California.

## Filmografia parziale

### Cinema
- I fucilieri delle Argonne (The Fighting 69th), regia di William Keighley (1940)
- Calling Philo Vance, regia di William Clemens (1940)
- Un uomo contro la morte (Dr. Ehrlich's Magic Bullet), regia di William Dieterle (1940)
- Trovarsi ancora ('Til We Meet Again), regia di Edmund Goulding (1940)
- Tear Gas Squad, regia di Terry O. Morse (1940)
- L'uomo che parlò troppo (The Man Who Talked Too Much), regia di Vincent Sherman  (1940)
- Lo sparviero del mare (The Sea Hawk), regia di Michael Curtiz (1940)
- Service with the Colors, regia di B. Reeves Eason (1940) - cortometraggio
- Non è tempo di commedia (No Time for Comedy), regia di William Keighley (1940)
- Four Mothers, regia di William Keighley (1941)
- Honeymoon for Three, regia di Lloyd Bacon (1941)
- Bionda fragola (The Strawberry Blonde), regia di Raoul Walsh (1941)
- Knockout, regia di William Clemens (1941)
- Sposa contro assegno (The Bride Came C.O.D.), regia di William Keighley (1941)
- Highway West, regia di William C. McGann (1941)
- Bombardieri in picchiata (Dive Bomber), regia di Michael Curtiz (1941)
- Navy Blues, regia di Lloyd Bacon (1941)
- The Body Disappears, regia di D. Ross Lederman (1941)
- L'uomo questo dominatore (The Male Animal), regia di Elliott Nugent (1942)
- This Is the Army, regia di Michael Curtiz (1943)
- That Way with Women, regia di Frederick De Cordova (1947)
- Love and Learn, regia di Frederick De Cordova (1947)
- My Wild Irish Rose, regia di David Butler (1947)
- You Were Meant for Me, regia di Lloyd Bacon (1948)
- Give My Regards to Broadway, regia di Lloyd Bacon (1948)
- Stasera ho vinto anch'io (The Set-Up), regia di Robert Wise (1949)
- Bastogne (Battleground), regia di William A. Wellman (1949)
- L'autista pazzo (The Yellow Cab Man), regia di Jack Donohue (1950)
- Linciaggio (The Lawless), regia di Joseph Losey (1950)
- The Skipper Surprised His Wife, regia di Elliott Nugent (1950)
- The Magnificent Yankee, regia di John Sturges (1950)
- Sciacalli nell'ombra (The Prowler), regia di Joseph Losey (1951)
- Largo passo io (Excuse My Dust), regia di Roy Rowland (1951)
- Finders Keepers, regia di Frederick De Cordova (1952)
- La dama bianca (The Girl in White), regia di John Sturges (1952)
- L'isola nel cielo (Island in the Sky), regia di William A. Wellman (1953)
- L'ammutinamento del Caine (The Caine Mutiny), regia di Edward Dmytryk (1954)
- Il re del jazz (The Benny Goodman Story), regia di Valentine Davies (1956)
- Quattro ragazze in gamba (Four Girls in Town), regia di Jack Sher (1957)
- Spring Reunion, regia di Robert Pirosh (1957)
- Kelly and Me, regia di Robert Z. Leonard (1957)
- Joe Butterfly, regia di Jesse Hibbs (1957)
- Passaggio di notte (Night Passage), regia di James Neilson (1957)
- L'impareggiabile Godfrey (My Man Godfrey), regia di Henry Koster (1957)
- I Bury the Living, regia di Albert Band (1958)
- Sunrise at Campobello, regia di Vincent J. Donehue (1960)
- Hold On!, regia di Arthur Lubin (1966)
- Rascal, l'orsetto lavatore (Rascal), regia di Norman Tokar (1969)

### Televisione
- The 20th Century-Fox Hour – serie TV, episodio 1x08 (1956)
- Crossroads – serie TV, episodio 1x19 (1956)
- Navy Log – serie TV, episodio 2x17 (1957)
- Telephone Time – serie TV, episodi 2x22-3x09 (1957)
- Mr. Adams and Eve – serie TV, episodio 2x07 (1957)
- General Electric Theater – serie TV, episodio 6x23 (1958)
- Official Detective – serie TV, un episodio (1958)
- Climax! – serie TV, episodio 4x31 (1958)
- Schlitz Playhouse of Stars – serie TV, episodi 8x10-8x15 (1958)
- David Niven Show (The David Niven Show) – serie TV, episodio 1x06 (1959)
- Goodyear Theatre – serie TV, episodio 2x12 (1959)
- Dennis the Menace – serie TV, 146 episodi (1959-1963)
- The Best of the Post – serie TV, episodio 1x23 (1961)
- Gunsmoke – serie TV, un episodio (1964)
- Gli uomini della prateria (Rawhide) – serie TV, episodio 6x15 (1964)
- Io e i miei tre figli (My Three Sons) – serie TV, episodi 7x19-9x04 (1967-1968)
- Tre nipoti e un maggiordomo (Family Affair) – serie TV, episodio 4x01 (1969)

## Doppiatori italiani
- Gianfranco Bellini ne L'impareggiabile Godfrey
- Giuseppe Rinaldi in L'uomo questo dominatore
- Bruno Persa in Passaggio di notte